# Michael Gothard Christalnick
Michael Gothard (Gotthard) Christalnick (Christalnik, fälschlich auch Christalnigg, doch mit der gleichnamigen Adelsfamilie hatte er nichts zu tun) von Hochosterwitz (* 1530 oder 1540 in Kärnten, Heiliges Römisches Reich; † 1595 in Sankt Veit an der Glan, Kärnten) war ein protestantischer Pastor und Kärntner Geschichtsschreiber.
Christalnick war 1569 an der Universität Tübingen immatrikuliert. Zur Zeit der Gegenreformation wirkte er als protestantischer (lutherischer) Prediger in den zwischenzeitlich protestantisch gewordenen Gebieten Innerösterreichs, die wieder rekatholisiert wurden. Er predigte zunächst in Althofen und Sankt Veit, dann auch als Prädikant und Burgkaplan bei den Khevenhüllers auf Burg Hochosterwitz und den Ungnad in Sonnegg. Für die Ungnads und die Ortenburger verfasste er Familienchroniken; Karl von Liechtenstein auf Murau (Steiermark) und Ehrenreich von Ungnad bezeichnete er als seine Förderer. Im Auftrag jener Kärntner Adelsfamilien und Kärntner Stände, die sich trotz ihrer protestantischen Vergangenheit beim katholischen Kaiser als loyale Untertanen und Patrioten darzustellen bemühten, verfasste Christalnick 1588 nach dem Vorbild des Humanisten Wolfgang Lazius eine Kärntner Geschichtschronik. Diese von ständischem Geschichtsdenken, einem mittelalterlich-theologischen Geschichtsbild und reformatorischer Historiographie geprägte Chronik überhöhte die Verdienste des Regionaladels beispielsweise in den Kriegen gegen Ungarn und Türken und schmückte sie aus. Die von Christalnick verfasste Chronik wurde 1612 von seinem Schüler Hieronymus Megiser als Annales Carinthiae herausgegeben.

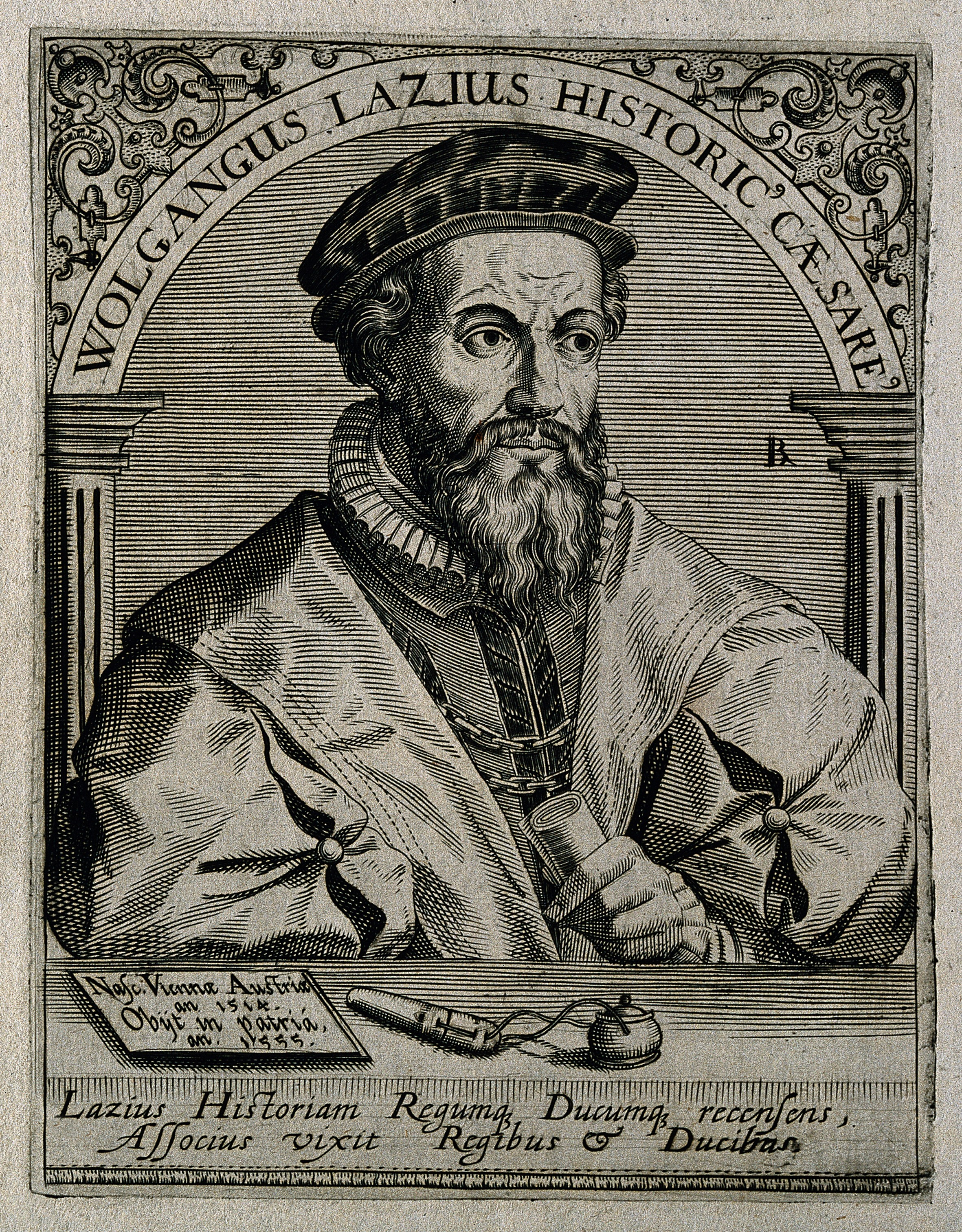
Christalnicks Vorbild Wolfgang Lazius
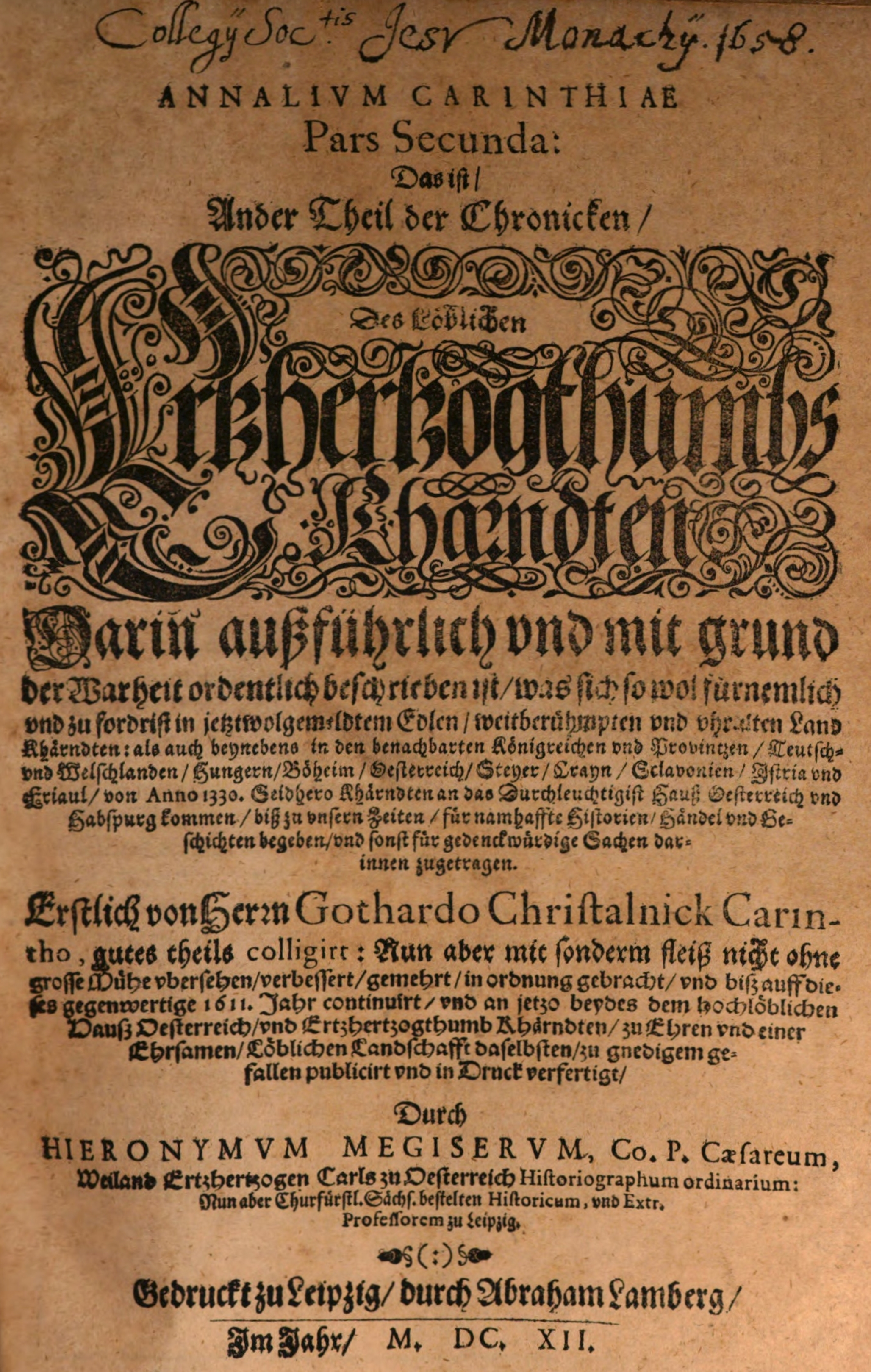
Christalnicks Chronik Annales Carinthiae
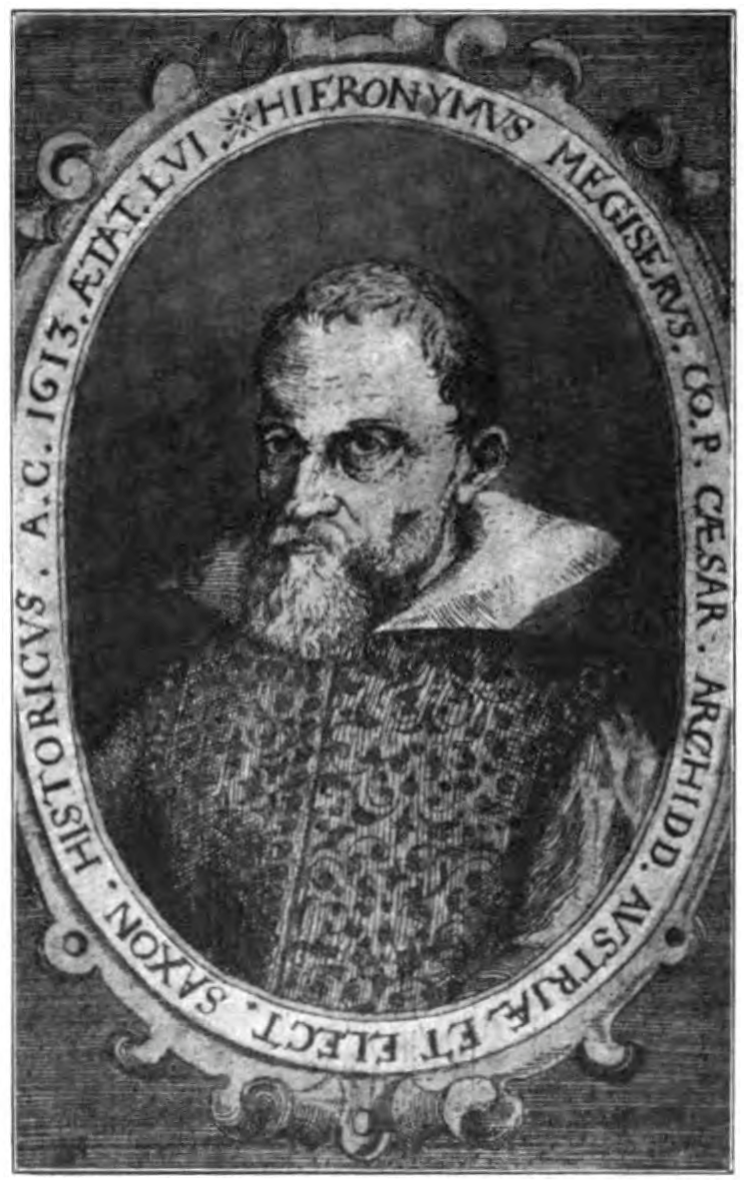
Christalnicks Schüler Hieronymus Megiser